# Lluís Comenge i Ferrer
Lluís Comenge i Ferrer (Madrid, 17 de febrer de 1854 - Barcelona, 12 de gener de 1916) fou un metge i historiador de la medicina català, acadèmic de l'Acadèmia de Bones Lletres de Barcelona
Va néixer a Madrid, però els seus pares eren originaris de la vall d'Albaida. El 1876 es va llicenciar en medicina a la Universitat de València, on es doctorà en 1878. Va exercir la medicina a Madrid fins que el 1887 Francesc de Paula Rius i Taulet li encarregà dirigir el diari El Barcelonés a Barcelona, on el 1888 fou nomenat subdirector del Laboratori Microbiològic Municipal amb Jaume Ferran i Clua. El 1887 també fou nomenat president de l'Acadèmia d'Higiene de Catalunya i el 1891 director de l'Institut Municipal d'Higiene.
El 1901 fou escollit acadèmic de l'Acadèmia de Bones Lletres de Barcelona com en 1896 ho havia estat de la Reial Acadèmia de Medicina de Catalunya. El 1906 fou enviat pel govern espanyol a Tenerife a causa d'un brot de pesta bubònica. Va morir de grip el 1916.

## Obres
- Apuntes para la biografía de Pedro Virgili (1893)
- La medicina en Cataluña (1896)
- Receptari de Manresa (segle XIV) (1899)
- La medicina en el reinado de Alfonso V (1904)
- La medicina en el siglo XIX (1914)